# Giovanni Antonio Grassi
Giovanni Antonio Grassi (anglicanizado como John Anthony Grassi; 10 de septiembre de 1775-12 de diciembre de 1849) fue un sacerdote católico italiano y jesuita que dirigió muchas instituciones académicas y religiosas en Europa y los Estados Unidos, incluido la Universidad de Georgetown en Washington D. C., así como el Colegio Pontificio Urbano de Propaganda Fide en Roma.
Nacido en la República de Venecia, Grassi fue un estudiante prometedor de matemáticas y ciencias naturales, especialmente astronomía. Completó sus estudios en el Colegio Jesuita de Polotsk, en el Imperio Ruso, en 1804 y fue nombrado rector del Instituto de Nobles. Al año siguiente, se le ordenó reemplazar al último misionero jesuita que quedaba en China; así pues Grassi comenzó un viaje de cinco años a través de Europa en el que finalmente no pudo asegurar el pasaje al país lejano. En cambio, comenzó a enseñar en Stonyhurst College en Inglaterra.
Grassi fue enviado a los Estados Unidos en 1810, donde se convirtió en superior de la Misión de Maryland de los jesuitas y presidente de la Universidad de Georgetown. Por mejorar significativamente su plan de estudios y su reputación pública, así como por obtener su estatuto del Congreso, Grassi se hizo conocido como el "segundo fundador" de Georgetown. Regresó a Roma en 1817 como representante del arzobispo Leonard Neale ante la Congregación de Propaganda Fide. Más tarde se convirtió en rector del Colegio de Nobles de Turín y superior provincial de la provincia de Turín de los jesuitas. Grassi se convirtió en un confidente cercano del rey Carlos Félix de Cerdeña y pasó un tiempo en Nápoles como confesor de la viuda de Carlos Félix, la reina María Cristina. También intervino en nombre de Carlos Alberto para permitirle suceder a Charles Felix en el trono. En 1835, Grassi se trasladó a Roma como rector del Colegio Pontificio Urbano de Propaganda Fide, una escuela para misioneros, y más tarde fue nombrado asistente del superior general jesuita para Italia.

## Educación y vida tempranas
Grassi nació el 10 de septiembre de 1775 en Schilpario, Lombardía, en la República de Venecia. Estudió con los Padres Somaschi, antes de ir al seminario diocesano de Bérgamo, donde estudió teología durante dos años y fue ordenado sacerdote. Grassi entró entonces en la Compañía de Jesús el 16 de noviembre de 1799, que había sido suprimida oficialmente por el Papa desde 1773. Pasó al noviciado jesuita en Colorno, el 21 de noviembre de 1799, convirtiéndose en uno de los primeros estudiantes del noviciado.

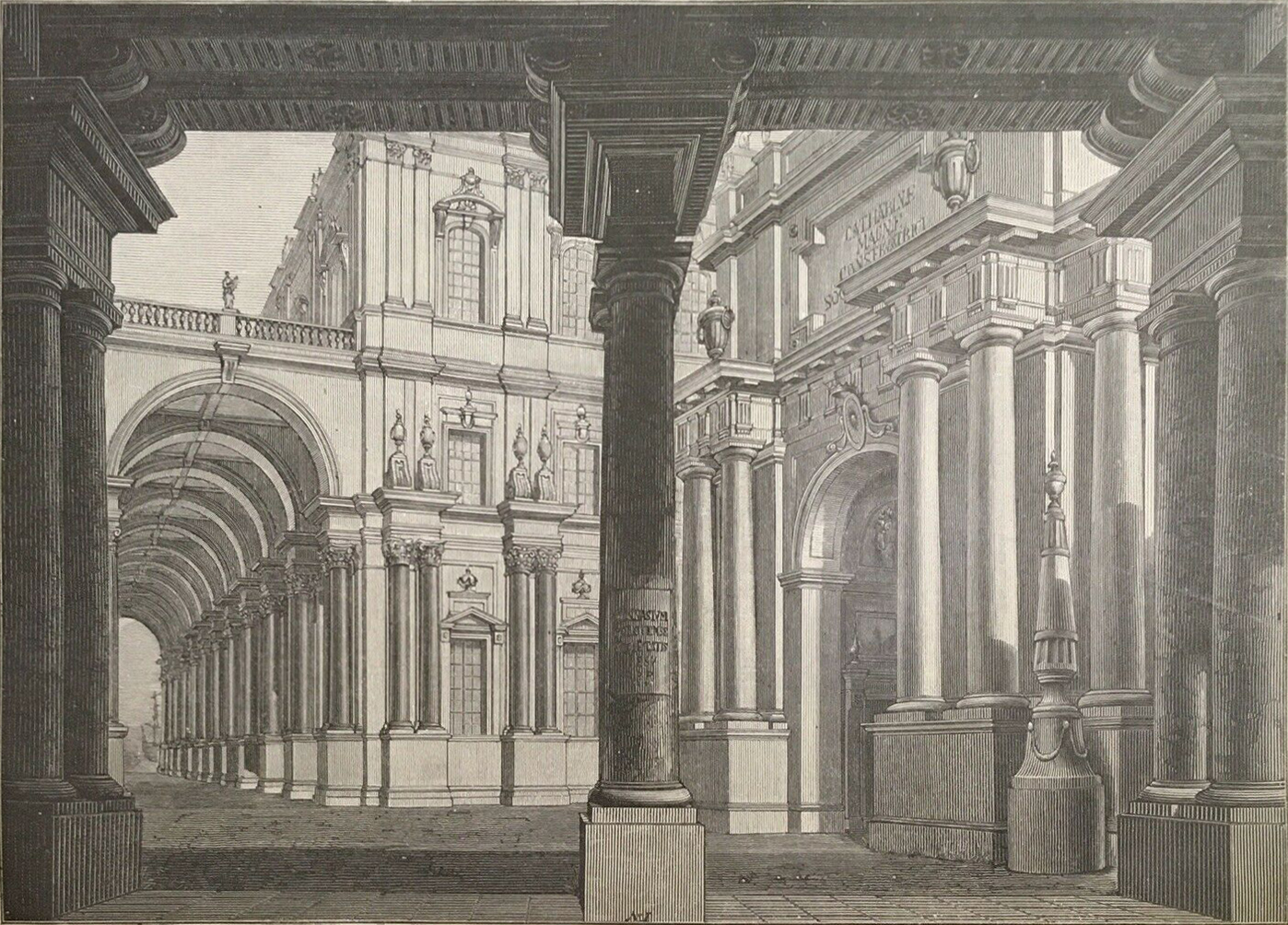
Entrada al pórtico del Colegio Jesuita de Polotsk en 1800

Debido a la supresión casi mundial de la orden de los jesuitas, a los novicios de Colorno solo se les permitió pronunciar sus votos simples. Debido a que la emperatriz Catalina la Grande se había negado a reprimir a los jesuitas, la orden huyó de Europa Occidental y sobrevivió en el Imperio Ruso, y Polotsk (en la actual Bielorrusia) se convirtió en el centro de la orden. Grassi fue al Colegio de los Jesuitas en Polotsk en 1801 para completar su educación sacerdotal, mientras que el maestro de novicios del noviciado de Colorno, Joseph Pignatelli, le aseguró que finalmente regresaría a Italia. Grassi era un excelente estudiante de ciencias naturales y completó sus estudios teológicos en la universidad de Polotsk en 1804. Luego se convirtió en el rector del Instituto de Nobles de la universidad y en profesor de matemáticas superiores.

### Viaje europeo
Al completar su educación, Grassi comenzó a prepararse para una asignación para ministrar a los armenios en Astracán, y estaba estudiando armenio. Él y otros dos fueron luego convocados a San Petersburgo por Gabriel Gruber, el superior general de los jesuitas. A su llegada el 19 de enero de 1805, Gruber les informó que serían enviados a Pekín para reemplazar al único misionero jesuita que quedaba en China, Louis Antoine de Poirot. El superior general determinó que sería preferible que los misioneros viajaran por mar, en lugar de por tierra con una delegación rusa que partía.
El General los dotó de nuevas vestimentas y cálices para la celebración de la misa, instrumentos matemáticos y científicos, medicinas, pieles para el invierno y obsequios para el pueblo. El trío partió en trineo hacia Suecia, con la intención de ir a Londres, donde el superior general había hecho arreglos para que un barco los llevara a Cantón. Poco después de partir, Grassi y otros dos cayeron enfermos y fueron atendidos por un médico durante diez días en una pequeña ciudad en la frontera entre Rusia y Suecia. Finalmente llegaron a Estocolmo, Suecia, el 22 de marzo de 1805, donde el ministro ruso en Suecia les informó que los británicos no les permitirían zarpar desde Londres. Por lo tanto, el grupo fue a Copenhague, pero descubrió que no había barcos que pudieran llevarlos a Cantón, y pasaron un mes en Copenhague esperando que el próximo barco los llevara a Londres. El grupo llegó a Londres el 25 de mayo, pero no encontró barcos que los llevaran a China. Lord George Macartney, el ex embajador británico en China, no logró convencer a los directores de la Compañía de las Indias Orientales para que permitieran a los jesuitas viajar en sus barcos.

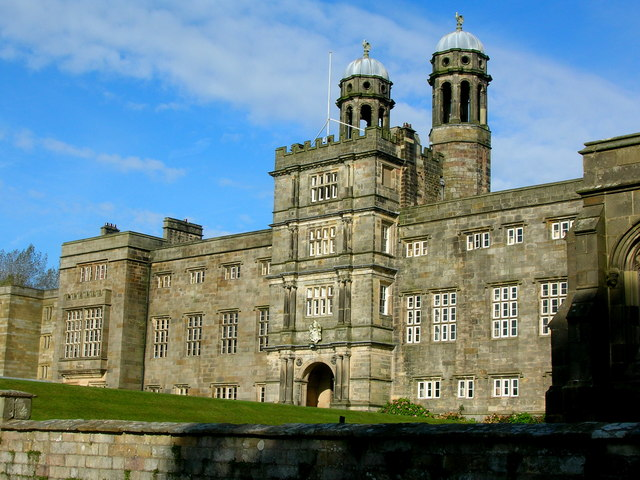
Grassi enseñó en Stonyhurst College durante tres años.

La vela de conjunto del partido para Lisboa, Portugal, donde esperaron asegurar paso a Macao. Su viaje estuvo retrasado por una parón en Cork, Irlanda, y ellos finalmente llegados en Lisboa el 28 de septiembre de 1805. La iglesia católica de Portugal les informó que debido a la persecución de los jesuitas por parte del marqués de Pombal, el grupo necesitaría una aprobación escrita del Papa para embarcar un barco portugués. Entretanto, Grassi estudió astronomía de la mano Marie-Charles Damoiseau. En marzo de 1806, el trío fue informado de que la Congregación de Propaganda Fide en Roma había cambiado su postura respecto a su misión a China. Dándose cuenta de que estarían en Portugal por mucho más tiempo del previsto, el grupo comenzó a estudiar en la Universidad de Coimbra dos meses. Grassi también dio clases al hijo de mayor del conde de ArcosCuenta Arcos en matemáticas.
Debido a una escalada de la persecución de cristianos en China, el superior general decidió que ya no permita su misión. El 23 de septiembre de 1807, les ordene para ir al Stonyhurst College en Lancashire, Inglaterra, y aguardar instrucción futura. Su barco tuvo que sortear la flota francesa que invadía Portugal, causándolo casi quedarse sin agua ni comida. Ellos finalmente llegaron a Liverpool y al college el 21 de diciembre de 1807. En la universidad, Grassi enseñó italiano y latín, mientras estudiando cálculo y astronomía. Mientras también estudiaba matemática y astronomía en la Institución Real en Londres.

## Misionero en América
En 1810, el sucesor de Gruber como superior general, Tadeusz Brzozowski, ordenó a Grassi que fuera a Estados Unidos. Grassi zarpó de Liverpool el 27 de agosto y alcanzó Baltimore, Maryland, el 20 de octubre. Se reunió con John Carroll, el arzobispo de Baltimore, y se dirigió a la Universidad de Georgetown en Washington D. C.. Encontró a Baltimore "completamente desierta", al contrario de lo que sugería el mapa de la ciudad; Washington fue un contraste aún mayor con las ciudades de Europa a las que estaba acostumbrado, describiéndola como "ni siquiera una octava parte... construida" y el Capitolio sin terminar. También descubrió que el país era en gran medida hostil a los católicos y especialmente desconfiado de los jesuitas.
Grassi solicitó la ciudadanía estadounidense inmediatamente después de llegar, y se convertiría en ciudadano naturalizado el 27 de diciembre de 1815. Cuando Grassi llegó a Georgetown, encontró la universidad en un estado de grave mala administración. Su inscripción había caído vertiginosamente, la matrícula era prohibitivamente cara, el tamaño de la facultad era inadecuado. La universidad también estaba operando con un déficit financiero significativo. En las dos décadas anteriores, la escuela había tenido ocho presidentes y había un debate perenne sobre cuál debería ser el propósito de la escuela. El obispo Carroll describió a Georgetown como "hundida en su grado más bajo de descrédito". En su primer año, Grassi enseñó italiano y español. El 12 de agosto de 1812, alcanzó el rango de gradus en la Compañía de Jesús, lo que indica que había pasado el examen ad gradum del final de su formación jesuita y había profesado los cuatro votos de la orden jesuita.

### Presidencia de la Universidad de Georgetown
Grassi fue nombrado presidente de la universidad el 1 de octubre de 1812, sucediendo a Francis Neale. También fue designado por el General Superior como superior de la Misión de Maryland de los jesuitas, para suceder a Charles Neale, hermano de Francis. Debido a las guerras napoleónicas, la carta de su nombramiento no llegó a Washington hasta junio, y asumió el cargo el 15 de agosto.  John Carroll informó a Grassi que el superior general no tenía autoridad para nombrar a Grassi como presidente y rector, ya que la Universidad de Georgetown no era propiedad de la orden jesuita en sí, sino de la Corporación de Clérigos Católicos Romanos; de hecho, Grassi fue el primer presidente que no había sido elegido por la junta directiva ni designado por Carroll. No obstante, Carroll no se opuso a la asunción de liderazgo de Grassi, y la junta eligió a Grassi por unanimidad, pero no le confirió todos los poderes normalmente asociados con el cargo. Al año siguiente, fue a St. Inigoes, Maryland, para completar su retiro antes de pronunciar sus votos perpetuos, donde contrajo una fiebre que le duró un año.

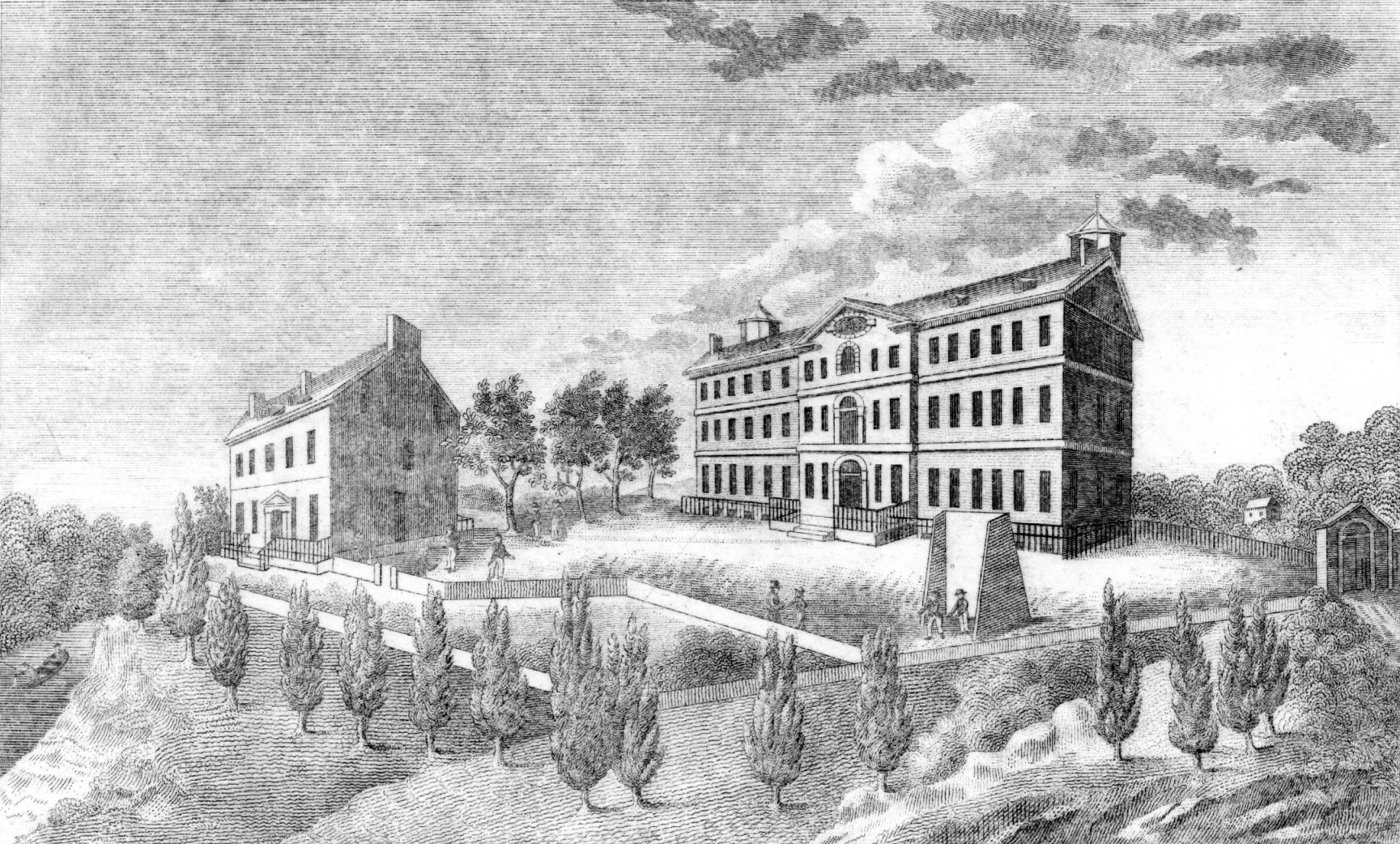
Exterior de la Universidad de Georgetown durante la presidencia de Grassi

Grassi instituyó una reforma significativa de la facultad y el plan de estudios, contratando profesores talentosos y despidiendo a los que eran inferiores. También mejoró la disciplina entre los estudiantes. El número de materias que se imparten en la universidad aumentó y el número de estudiantes matriculados se cuadruplicó. Durante su presidencia, continuó enseñando álgebra, medición y aritmética. También instruyó a los estudiantes en astronomía, utilizando instrumentos que había traído de Stonyhurst. Grassi hizo por su propia mano o hizo que un hermano jesuita hiciera orreries de madera (ya que el colegio no tenía dinero para comprarlos de bronce) para mostrar el movimiento de los planetas, así como otros aparatos para demostrar principios de mecánica o hidráulica. También estableció un museo, que albergaba estos dispositivos, entre otros artículos; este museo atrajo a miembros del público, incluidos senadores y congresistas. A pedido, Grassi usó estos instrumentos para calcular la longitud cartográfica de Washington D. C. y el momento de los eclipses.
Grassi también supervisó Georgetown durante el incendio británico de Washington en la Guerra anglo-estadounidense de 1812. Mantuvo buenas relaciones con los líderes políticos estadounidenses y con el embajador ruso en Estados Unidos, Andrey Yakovlevich Dashkov, quien visitaba con frecuencia la universidad. Aunque se opuso a lo que consideraba una libertad desenfrenada en los Estados Unidos, aprobó que favoreciera el libre ejercicio de la religión, que fue prohibida por algunos gobiernos civiles de Europa. Criticó la esclavitud en los Estados Unidos por ser incompatible con un espíritu nacional de libertad, y la consideró el mayor defecto del país, pero escribió que las condiciones materiales de algunos esclavos eran superiores a las del campesinado europeo, y consideró la emancipación universal inmediata como demasiado peligrosa. También escribió sobre cómo los negros eran hijos de Dios y habló positivamente de su fe. Si bien se opuso a la esclavitud en abstracto, el nombramiento de Grassi como superior de los jesuitas de Maryland lo empujó a un mundo en el que la esclavitud era aceptada y cotidiana. Como superior, era responsable de administrar a los esclavos propiedad de los jesuitas de Maryland.
Después de que el Papa restauró la Compañía de Jesús en 1814, Grassi negoció un concordato con el sucesor de Carroll, el arzobispo Leonard Neale (hermano de Carlos y Francis) sobre la división de las parroquias en los Estados Unidos entre los jesuitas y el clero secular. También aprovechó el hecho de que los hijos de varios miembros del Congreso eran estudiantes en Georgetown a través de la ayuda de William Gaston (un exalumno de Georgetown y el único miembro católico del Congreso), una carta al Congreso el 1 de marzo de 1815, que planteó que la institución pasara de ser un college a una universidad.
En la estimación del arzobispo Carroll, Grassi había "revivido el College of Ge-Town, que había recibido una gran mejora en el número de estudiantes y cursos de estudios". Por esto, Grassi ha sido descrito como el "segundo fundador" de Georgetown. Con este gran número de estudiantes vino un aumento en la diversidad religiosa y étnica de los estudiantes, incluyendo más estudiantes protestantes, franceses e irlandeses. En general, esto condujo a un aumento de la reputación pública de Georgetown. Su presidencia terminó el 28 de junio de 1817 y fue sucedido por Benedict Joseph Fenwick. También terminó su mandato como superior de la Misión de Maryland, donde fue reemplazado por Anthony Kohlmann el 10 de septiembre.

## Regreso a Europa

### Representante a laPropaganda Fide
En julio de 1817, el arzobispo Neale envió a Grassi a Roma para persuadir a la Congregación de Propaganda Fide de revertir una orden anterior de reintegrar a varios sacerdotes en Charleston, Carolina del Sur, a quienes Neale había destituido del ministerio. Grassi permanecería en Europa por el resto de su vida, a pesar de los llamados de Peter Kenney, el visitante a los Estados Unidos en nombre del superior general, para devolver Grassi a Georgetown.
Su expulsión de los Estados Unidos fue lamentada por muchos de los líderes de la iglesia, incluido un obispo Benedict Joseph Flaget, quien había propuesto a Grassi para convertirse en el obispo de Detroit. A pesar de las instrucciones iniciales de regresar a los Estados Unidos, Grassi permaneció en Italia, ya que sus médicos le dijeron que no sobreviviría a un viaje a través del Atlántico debido a una hernia. Mientras estaba en Roma, suplicó con éxito ante Propaganda Fide la restauración canónica completa de la orden jesuita en Inglaterra.

### Confesor superior y real provincial
Grassi se convirtió en el procurador (aproximadamente equivalente a un tesorero) de la provincia jesuita de Italia, así como el socius (ayudante) al jesuita superior provincial de Italia. El 17 de noviembre de 1821, devenga el rector de la Universidad de Nobles en Turín, una posición aguante hasta que 1831.  Durante su rectorado, la escuela prosperó y se convirtió en la mejora escuela jesuita en la península itálica. Mientras en Turín, desarrolló una relación con la Casa de Saboya, y fue nombrado confesor del Rey Carlos Félix y Reina María Cristina de Cerdeña. A raíz de su cercanía con la familia real, el rey buscaba el consejo de Grassi frecuentemente, además el rey moriría en brazos de Grassi.
En marzo de 1821, el primo de Carlos Félix, Carlos Alberto, había alentado una revuelta contra el predecesor y hermano de Carlos Félix, Víctor Emmanuel I, que había obligado a Víctor Emmanuel a abdicar. Cuando Carlos Félix ascendió al trono, sofocó la revuelta. Más tarde descubrió el papel que jugó Carlos Alberto en la instigación de la trama y tenía la intención de sacarlo de la línea de sucesión. Grassi convenció a Carlso Félix de que no tomara esta medida contra Carlos Alberto. En agradecimiento, cuando Carlos Alberto sucedió a Carlos Félix, se comprometió a proteger a los jesuitas en su reino; esta promesa se rompería más tarde cuando Carlos Alberto expulsó a la orden del Reino de Cerdeña.
El 10 de mayo de 1831, Grassi fue nombrado primer superior provincial de la recién creada provincia jesuita de Turín, así como rector del Colegio de los Santos Mártires. Durante este tiempo, se le permitió continuar sirviendo como confesor de María Cristina, por un total de 25 años, aunque requirió que redujera sus funciones como provincial. Finalmente, se mudó a Nápoles sin notificarlo primero al superior general y se convirtió en el rector del internado de San Sebastián. Grassi reasumió su cargo en el Colegio de los Santos Mártires en 1832, pero poco después viajó con María Cristina al colegio de los jesuitas en Chambéry.
Queriendo que eligiera una residencia permanente, el superior general llamó a Grassi en 1835. Regresó a Nápoles como confesor de la princesa María Vittoria de Saboya. Permaneció en la ciudad para realizar obras de caridad durante la pandemia de cólera de 1836. En 1840, Grassi se convirtió en el rector del Pontificio Collegio Urbano de Propaganda Fide, en sustitución de Liberio Figari. Ocupó este cargo durante dos años y fue sucedido por Giovanni Batta Dessi. Luego se desempeñó como asistente del superior general de Italia de 1842 a 1849, y fue el archivero de la casa general de los jesuitas en Roma. Su traslado a Roma se realizó a pesar de las fuertes protestas de Filiberto Avogadro di Collobiano, un senador de Cerdeña, con el argumento de que sería cruel con María Cristina. Grassi también ayudó a escribir la biografía de Joseph Pignatelli, su antiguo maestro de novicios, y testificó en 1842 durante su causa de beatificación. En virtud de su ciudadanía estadounidense, se le permitió permanecer en Roma, así como incluso usar su sotana en público y dar clases, durante la Revolución de 1848 y bajo el gobierno de la República Romana en 1849. Grassi murió el 12 de diciembre de 1849 en la casa del cardenal Angelo Mai en Roma.
Y atestiguado en 1842 durante su causa para beatificación. Por virtud de su ciudadanía americana, se le permitió permanecer en Roma, así como incluso lucir su sotana en público y dar clases durante la revolución de 1848 y bajo el gobierno de la República Romana en 1849. Grassi murió el 12 de diciembre de 1849 en la casa del cardenal Angelo Mai en Roma. 

## Lecturas avanzadas
- Grassi, Giovanni Antonio (1823). Notizie Varie sullo Stato Presente della Republica degli Stati Uniti dell'America Settentrionale: Scritte al Principio del 1818 [Various News on the Present State of the United States of North America: Written in the Beginning of 1818] (en italiano) (3rd edición). Turin: Tipografia Chirio e Mina. OCLC 23510831. Archivado desde el original el 15 de abril de 2020. Consultado el 15 de abril de 2020.
  - «Reviewed Work: Notizie varie sullo stato presente della Republica degli Stati Uniti dell' America settentrionale, scritte, al principio del 1818, dal Padre Giovanni Grassi, della compagnia di Gesù». North American Review 16 (39): 229-241. April 1823.
- Grassi, John (July 1891). «The Catholic Religion in the United States in 1818». The American Catholic Historical Researches 8 (3): 98-112.

- Datos: Q5563677
- Multimedia: Giovanni Antonio Grassi / Q5563677